# Alphonse de la Devansaye
Alphonse de la Devansaye ( 1845 - 1900 ) fue un botánico francés; presidente de la Sociedad de Horticultura de Maine y Loira y del Comité Agrícola de Noyant.
- La abreviatura «Devansaye» se emplea para indicar a Alphonse de la Devansaye como autoridad en la descripción y clasificación científica de los vegetales.[1]